# Chẩn trị
Chẩn trị,  là một kỹ thuật thường được sử dụng trong y học cá nhân hóa. Ví dụ, trong y học hạt nhân, một loại thuốc phóng xạ được sử dụng để xác định (chẩn đoán) và một loại thuốc phóng xạ thứ hai được sử dụng để điều trị (liệu pháp) các khối u ung thư .    Nói cách khác, chẩn trị kết hợp hình ảnh phóng xạ và xạ trị nhắm vào các con đường sinh học cụ thể.
Thuật ngữ "chẩn trị" là từ ghép của hai từ điều trị và chẩn đoán, do đó đề cập đến sự kết hợp giữa chẩn đoán và điều trị, đồng thời cho phép đánh giá y tế liên tục cho bệnh nhân. Việc sử dụng thuật ngữ này đầu tiên trong tiếng Việt được bắt nguồn từ Đông Y, còn trong tiếng Anh là do John Funkhouser, một cố vấn cho công ty Cardiovascular Diagnostic, người đã sử dụng nó trong một thông cáo báo chí vào tháng 8 năm 1998.